# Stipa roylei
Stipa roylei là một loài thực vật có hoa trong họ Hòa thảo. Loài này được (Nees) Duthie miêu tả khoa học đầu tiên năm 1883.